# Evangelische Kirche (Queck)

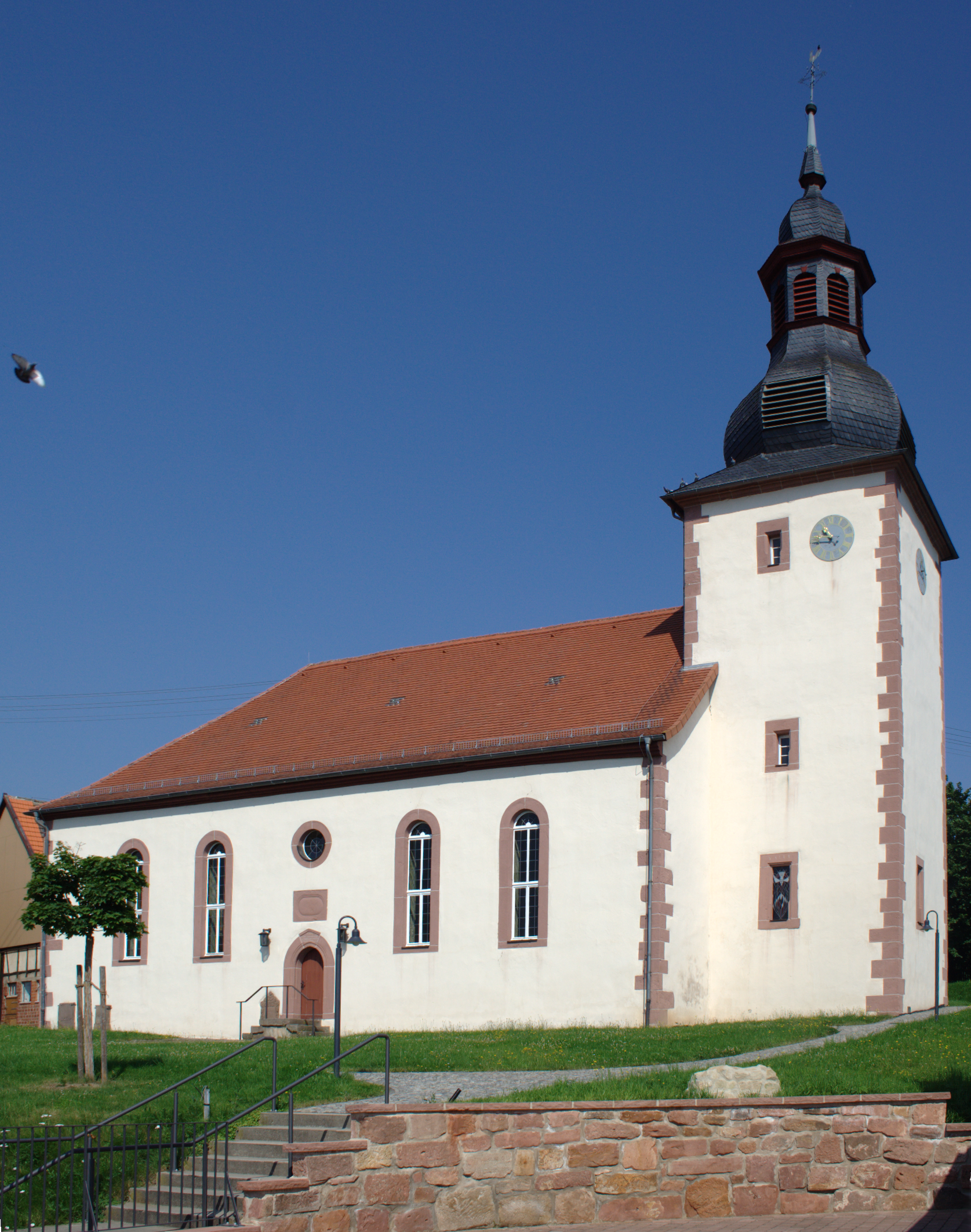
Evangelische Kirche in Queck

Die evangelische Pfarrkirche Queck ist ein denkmalgeschütztes Kirchengebäude in Queck, einem Stadtteil von Schlitz  im Vogelsbergkreis in Hessen. Die Kirchengemeinde gehört zum Dekanat Vogelsberg in der Propstei Oberhessen der Evangelischen Kirche in Hessen und Nassau.

## Beschreibung
Um das Jahr 1480 wurde eine Fachwerkkirche gebaut, die 1585 durch eine steinerne Kirche ersetzt wurde. Sie stand an derselben Stelle wie die heutige Saalkirche. Von diesem Vorgängerbau wurde der Kirchturm, als 1727 das heutige Kirchenschiff im Auftrag von Friedrich Wilhelm von Schlitz erbaut wurde, beibehalten, er erhielt allerdings 1765 eine schiefergedeckte, bauchige Haube, die von einer Laterne bekrönt wird. Im Glockenstuhl hängt eine 1581 gegossene Kirchenglocke. Eine zweite Glocke wurde 1740 gegossen, die zwar im Zweiten Weltkrieg abgeliefert werden musste, aber 1948 zurückkehrte. Sie wurde jedoch 1951 eingeschmolzen, weil ihr Klang mit dem der alten Glocke nicht harmonierte.